# Le Monastère hanté
Le Monastère hanté (The Haunted Monastery) est un roman de Robert van Gulik, publié à Kuala Lumpur en 1961. Il met en scène le juge Ti et sa famille. 
Selon l'ordre chronologique des aventures, il s'agit de la huitième enquête du magistrat. L'action se déroule dans le district de Han-yuan en 667. 

## Résumé
Le juge et sa suite - femme, enfants, serviteurs au grand complet - sont sur la route du retour de congés passés dans la capitale. Peu avant la nuit, ils se trouvent pris dans une violente tempête et sont forcés de chercher refuge dans le monastère du Nuage Matinal, seule habitation dans le voisinage. Accueilli avec respect, le juge se voit contraint à des devoirs dont il se serait volontiers passé : présenter ses respects à l'ancien précepteur impérial, en retraite au monastère, et assister à la fête des Mystères, qui a lieu précisément en ce jour.
Témoin d'une scène fugace et intrigante, (Un guerrier revêtu d'un uniforme vieux de plusieurs siècles étreint une femme nue et mutilée) à travers une fenêtre qui, apparemment n'existe pas, le juge Ti soupçonne que derrière la façade de piété et d'ordre du temple taoïste se cache une réalité moins avouable.
Malgré une lancinante migraine, il ne peut s'empêcher de questionner l'abbé sur certaines disparitions ayant soi-disant eu lieu dans le temple. Mal lui en prend , car certains détails lui révèleront que, une fois n'est pas coutume, les on-dit étaient vrais et que son mal de tête ne faisait que commencer.
Voilà donc le magistrat, un emplâtre autour du crâne, déambulant dans le noir à l'intérieur d'un temple lugubre, à la recherche d'une jeune actrice, de son meurtrier, au milieu des Mystères Taoïstes. Mais c'est à un plus grand juge que lui que reviendra la tâche de châtier le coupable...
Comme souvent chez Van Gulik , une pointe d'érotisme, voire de sadisme vient corser l'énigme policière... qu'on pourrait sous-titrer Mademoiselle Rose Blanche ou les malheurs de la vertu.
Les illustrations sont de la main de l'auteur, imitant habilement les images populaires chinoises d'autrefois.
Le roman est l'occasion d'un exposé, très personnel, sur les mystères et coutumes de la foi taoïste: l'architecture du monastère et sa symbolique, les forces opposées du Yin et du Yang (contenant chacune un germe de la force antagoniste), la galerie des horreurs supposée représenter l'enfer et les démons, la place très important du théâtre dans le Taoïsme (à la façon des mystères moyenâgeux joués sur le parvis des cathédrales...).
Toutefois l'énergique et prosaïque juge Ti ne succombe pas aux sirènes de l'irrationnel (contrairement à d'autres opus de Van Gulik où des esprits venus de l'au - delà chinois orientent son enquête) et garde comme boussole la philosophie confucéenne qui est le crédo officiel de tout fonctionnaire impérial.

## Les personnages
Membres du Tribunal
- Ti Jen-tsie, magistrat du district de Han-yuan.
- Tao Gan, l'un de ses lieutenants

Autres personnages
- Affaire du supérieur embaumé:
  - Vrai-Sagesse, père abbé du monastère du Nuage matinal
  - Miroir-de-Jade, précédent supérieur du monastère.
  - Souen Ming, ancien précepteur impérial, retiré au monastère pour y étudier la sagesse taoïste

- Affaire de la pieuse postulante:
  - La veuve Pao, arrivant de la capitale.
  - Mademoiselle Rose-Blanche, fille de la précédente, venue prononcer ses vœux.
  - Tsong Li, poète.

- Affaire du moine morose:
  - Kouan Lai, directeur d'une troupe théâtrale.
  - Mademoiselle Ting, actrice dans la troupe du précédent.
  - Mademoiselle Ngeou-Yang, actrice de la même troupe.
  - Mo Mo-té, acteur de la troupe.

## Commentaires
Le roman présente une certaine critique du taoïsme, de la même manière que dans Le Mystère du labyrinthe, concernant la foi bouddhiste, car l'auteur adopte ici le point de vue de son héros qui, en tant que fonctionnaire-lettré, est un confucianiste orthodoxe très critique vis-à-vis des autres philosophies.

## Adaptation
- 1974 : Judge Dee and the Monastery Murders[1], téléfilm américain réalisé par Jeremy Kagan, adaptation du roman Le Monastère hanté sur un scénario de Nicholas Meyer, avec Khigh Dhiegh dans le rôle du juge Ti.